# Frederico Virmond de Lacerda Werneck
Frederico Virmond de Lacerda Werneck (Guarapuava, 10 de novembro de 1891 — Curitiba, 25 de novembro de 1960) foi um agrônomo, fazendeiro, jornalista e político brasileiro.

## Biografia
Filho de Francisco Peixoto de Lacerda Werneck e Epônima Virmond, era bisneto dos Barões do Pati do Alferes.
Fez seus estudos iniciais no Colégio Becker e os preparatórios em exames parcelados, para mais tarde ingressar na Escola de Agronomica do Paraná. Iniciou sua carreira profissional na área da exploração técnica comercial de sua especialidade. Passou depois para a carreira burocrática, quando foi nomeado Auxiliar Tecnico da Secretária de Agricultura Indústria e Comércio do Estado do Paraná. Em seguida assumiu a direção do Comissariado de Terras de Reserva, onde realizou notáveis trabalhos de construção de pontes e estradas, que muito facilitaram o desenvolvimento e progresso daquele município paranaense.
Em 1930, a convite do capitão João Alberto Lins de Barros, seu companheiro de ideal e trabalho, passou para o estado de São Paulo, onde exerceu diversas comissões de responsabilidade, para afinal assumir a direção do Departamento de Trabalho Agrícola, posto onde sua experiência e visão social fizeram surgir a necessidade em prol da defesa dos trabalhadores, da criação do Departamento Estadual do Trabalho, do qual foi nomeado diretor.
Foi um dedicado servidor da causa pública e confiante defensor da classe média e do operariado. Pela  imprensa paulista e paranaense foi um analista e comentador permanente, com abalizados artigos em prol das questões econômicas e da  agropecuária dos dois estados.
Foi vereador em Guarapuava. Inicialmente era membro do Partido Socialista Brasileiro e foi eleito com 38.509 votos das classes populares paulistas, para deputado federal constituinte em 1934. Entretanto, em razão do distanciamento do programa primitivo do partido, passou para o Partido Trabalhista de São Paulo, do qual foi um dos membros fundadores.  Na Constituinte foi o autor da primeira Lei do Salário Mínimo e teve seu mandato estendido até o ano de 1935.
Casou com sua prima Ana Joaquina de Camargo Virmond, filha de Aníbal Virmond e Nercina Camargo e tiveram dentre seus filhos Francisco Peixoto de Lacerda Werneck, também deputado federal, e dentre os netos, a cineasta Sandra Werneck.
Faleceu em 25 de novembro de 1960 na cidade de Curitiba. Uma missa em sua homenagem foi realizada em sua homenagem no dia 16 de dezembro do mesmo ano na igreja de Nossa Senhora da Conceição e Boa Morte também em Curitiba.
Bibliografia:
- Abreu & Beloch - Dicionário Histórico-Biográfico Brasileiro - FGV:editora - Rio de Janeiro - 2001.

- Godinho, Wanor R & Andrade, Oswaldo S. - Constituintes Brasileiro de 1934 - Gráfica santo Antônio - Rio de Janeiro - (1934).

- Krüger , Nivaldo - Guarapuava: Seu território: sua gente:seus caminhos: sua história. - Fundação Santos Lima - Guarapuava - 1999[1]